# Домфрон (Орн)
Домфрон (фр. Domfront) насеље је и општина у северној Француској у региону Доња Нормандија, у департману Орн која припада префектури Алансон.
По подацима из 2011. године у општини је живело 3838 становника, а густина насељености је износила 107,99 становника/km². Општина се простире на површини од 3.554 km². Налази се на средњој надморској висини од 135 метара (максималној 256 m, а минималној 117 m).

## Демографија
| 1962. | 1968. | 1975. | 1982. | 1990. | 1999. | 2011. |
| ----- | ----- | ----- | ----- | ----- | ----- | ----- |
| 3.674 | 3.991 | 4.354 | 4.483 | 4.410 | 4.262 | 3.838 |

График промене броја становника у току последњих година